# Kazimierz Topoliński
Kazimierz Topoliński (ur. 23 kwietnia 1878 w Brodach, zm. 24 września 1959 w Krakowie) – tytularny generał brygady Wojska Polskiego, kawaler Orderu Virtuti Militari.

## Życiorys
Kazimierz Topoliński urodził się 23 kwietnia 1878 w Brodach, na terytorium ówczesnego Królestwa Galicji i Lodomerii, w rodzinie Henryka i Marii Grosser. Wykształcenie zdobył w sześcioklasowym gimnazjum w Krakowie, a w latach 1896–1899 w korpusie kadetów. Od 1899 do 1918 pełnił zawodową służbę wojskową w cesarskiej i królewskiej armii. W jej szeregach walczył w czasie I wojny światowej. Był trzykrotnie ranny.
Od 9 grudnia 1918 roku dowodził batalionem w 19 pułku piechoty. Formalnie został przyjęty do Wojska Polskiego dekretem Naczelnego Wodza z 5 czerwca 1919 roku z byłej armii austro-węgierskiej, z zatwierdzeniem posiadanego stopnia majora ze starszeństwem z dniem 1 listopada 1918 roku. Następnie pełnił służbę w 37 pułku piechoty. W okresie od 2 lipca do 7 sierpnia 1919 dowodził 39 pułkiem piechoty Strzelców Lwowskich, a od 5 grudnia 1919 do 15 stycznia 1925 dowodził 10 pułkiem piechoty. 11 czerwca 1920 został zatwierdzony w stopniu podpułkownika z dniem 1 kwietnia 1920, w piechocie, w „grupie byłej armii austro-węgierskiej”. 3 maja 1922 został zweryfikowany w stopniu pułkownika ze starszeństwem z dniem 1 czerwca 1919 i 82. lokatą w korpusie oficerów piechoty. 15 stycznia 1925 został mianowany dowódcą piechoty dywizyjnej 22 Dywizji Piechoty Górskiej w Przemyślu. Z dniem 30 kwietnia 1928 został przeniesiony w stan spoczynku w stopniu pułkownika. Na emeryturze zamieszkał w Krakowie. W 1934, w „Roczniku Oficerskim Rezerw” figurował jako tytularny generał brygady. Zmarł 24 września 1959 w Krakowie. Pochowany na cmentarzu Rakowickim (kwatera PAS 64-płd-po lewej Kudasiewiczów).

## Ordery i odznaczenia
- Krzyż Srebrny Orderu Wojskowego Virtuti Militari – 13 kwietnia 1921[12]
- Krzyż Walecznych czterokrotnie, po raz pierwszy 1921[13]
- Krzyż za Obronę Śląska Cieszyńskiego II klasy – 2 października 1919[14][15]
- Medal Pamiątkowy za Obronę Śląska Cieszyńskiego[16]